# Julia Zimth
Julia Zimth (*  14. Juli 1981 in Berlin) ist eine deutsche Schauspielerin, Synchronsprecherin, Drehbuchautorin, Regisseurin und Filmproduzentin.

## Leben
Julia Zimth spielte schon auf der Waldorfschule Theater und absolvierte eine Schauspielausbildung an der Schauspielschule Die Etage in Kreuzberg. Von 2012 bis 2016 studierte sie Drehbuch an der Internationalen Filmschule Köln. Danach arbeitete sie als dramaturgische Schnittberaterin für Sommerhaus und als Autorin für Producers at Work und die Grundy UFA. Sie wurde für den Fox New Talent Award nominiert und in das Programm First Movie Plus aufgenommen. Die Miniserie Gute Monster, die sie geschrieben, produziert und bei der sie gemeinsam mit Johannes Muhr Regie geführt hat, durfte sich über zahlreiche internationale Preise freuen und lief in dem Seriencamp Watchroom 2021.

## Film und Fernsehen
- 2008: Warum du schöne Augen hast
- 2010: Da kommt Kalle (Fernsehserie, 1 Folge)
- 2012: Klinik am Alex (Fernsehserie, 1 Folge)
- 2012: Halbwertszeit
- 2013: ...und Äktschn
- 2013: Heldt (Fernsehserie, 1 Folge)
- 2014: Traumfabrik
- 2014: August in Berlin
- 2015: Jesus Cries
- 2016: Was uns nicht umbringt
- 2020: Ferdinand von Schirach – Glauben
- 2021: Gute Monster (Miniserie)
- 2022: SOKO Wismar (Fernsehserie, 1 Folge)
- 2024: Großstadtförsterin – Berliner Besonderheiten

## Auszeichnungen
- Webfest Berlin / Best Pilot Award 2020, Berlin für Gute Monster
  - Los Angeles Film Awards (LAFA)  United States, January 2021: Best Dark Comedy für Good Monsters
  - New York Film Awards, January 2021: Best Web Series, Best Original Story for Good Monsters
  - Oniros Film Awards, New York  January 2021: Grand Jury Award for Best Dark Comedy for Good Monsters
  - Actors Awards Los Angeles  January 2021: Best Actor in a TV/Web Series presented to Florian Maria Sumerauer, Best Performance of Fest / Best Actress in a TV/Web Series presented to Julia Zimth for Good Monsters
  - Filmcon Awards, January 2021: Best Picture, Best Web Series for Good Monsters
  - New York In. Film Awards  January 2021: Winner Best Soundtrack presented to Therese Strasser, Best Webseries, Best Ensemble for Good Monsters
  - Festigious, Los Angeles  February 2021: Winner Best Web Series for Good Monsters
  - London Web Fest, United Kingdom  February 2021: Best Production for Good Monsters
  - Indie Short Fest, Los Angeles  March 2021: Winner Best Web Series/TV Pilot, nominated for Best Actress, nominated for Best Acting Ensemble, nominated for Best Dark Comedy Short for Good Monsters
  - Top Shorts, Los Angeles February 2021: Best Web Series for Good Monsters
  - Independent Shorts Awards Los Angeles, January 2021: Bronze Award for Best Webseries / Tv Pilot for Good Monsters
  - Santa Monica Webfest, United States: nominated for Best Actress/Best Drama for Good Monsters
  - T.O Webfest, Canada, Official Selection for Good Monsters
  - Seoul Webfest, Korea: nominated für Best Dramedy and Best Music / winning Best Music for Good Monsters
  - Sicily Webfest, Italy: Best Series, Best Original Music Score for Good Monsters
  - Minnesota Webfest, Official Selection for Good Monsters
  - Apulia Webfest,  Official Selection for Good Monsters
  - MontréalDigitalWebFest:  Prix Du Jury for Good Monsters
  - Stareable Festival / Amc networks: nominated for Best Female Creator Award for Good Monsters[3]
  - Asia Webfest: Best Directing for Good Monsters
  - Digital Media Webfest best Screenplay for Good Monsters
  - Selection Seriencamp Watchroom 2021